# Чайна-Лейк-Ейкерс (Каліфорнія)
Чайна-Лейк-Ейкерс (англ. China Lake Acres) — переписна місцевість (CDP) в США, в окрузі Керн штату Каліфорнія. Населення — 1757 осіб (2020).

## Географія
Чайна-Лейк-Ейкерс розташована за координатами 35°38′24″ пн. ш. 117°45′59″ зх. д. / 35.64000° пн. ш. 117.76639° зх. д. (35.640019, -117.766458).  За даними Бюро перепису населення США в 2010 році переписна місцевість мала площу 13,50 км², з яких 13,49 км² — суходіл та 0,00 км² — водойми.

## Демографія
Згідно з переписом 2010 року, у переписній місцевості мешкало 1876 осіб у 755 домогосподарствах у складі 511 родини. Густота населення становила 139 осіб/км².  Було 855 помешкань (63/км²).
Расовий склад населення:
| - 85,3 % — білих - 1,9 % — чорних або афроамериканців - 1,5 % — корінних американців - 0,9 % — азіатів - 0,4 % — вихідців з тихоокеанських островів - 4,5 % — осіб інших рас |

До двох чи більше рас належало 5,5 %. Частка іспаномовних становила 14,1 % від усіх жителів.
За віковим діапазоном населення розподілялося таким чином: 23,1 % — особи молодші 18 років, 60,2 % — особи у віці 18—64 років, 16,7 % — особи у віці 65 років та старші. Медіана віку мешканця становила 44,0 року. На 100 осіб жіночої статі у переписній місцевості припадало 102,2 чоловіків;  на 100 жінок у віці від 18 років та старших — 103,2 чоловіків також старших 18 років.
За межею бідності перебувало 48,5 % осіб, у тому числі 93,9 % дітей у віці до 18 років та 12,6 % осіб у віці 65 років та старших.
Цивільне працевлаштоване населення становило 576 осіб. Основні галузі зайнятості: роздрібна торгівля — 24,3 %, публічна адміністрація — 21,5 %, будівництво — 13,9 %, науковці, спеціалісти, менеджери — 12,5 %.